# RazakSAT
RazakSat ist ein malaysischer Erdbeobachtungssatellit, welcher eine hochauflösende Kamera trägt und am 14. Juli 2009 um 3:35 UTC mit einer Rakete vom Typ Falcon 1 von der Insel Omelek in eine Erdumlaufbahn gebracht wurde.

## Details
Es handelt sich bei RazakSat um einen in Malaysia in Zusammenarbeit mit der südkoreanischen Firma Satreci entwickelten und gebauten Satelliten und gleichzeitig die erste kommerzielle Nutzlast der Rakete Falcon 1, die von der Firma SpaceX betrieben wird. Der Start wurde gegenüber der Planung um mehr als vier Stunden verschoben, da es ein kleineres Problem im Helium-System des Trägers gegeben hatte und einige Regenschauer durchzogen. Razaksat hätte bereits auf der vierten Falcon 1 fliegen sollen, wurde aber aus Sicherheitsgründen nach drei Fehlstarts des Trägers durch einen weiteren Testflug zeitlich verzögert. Drei Minuten nach dem Start wurde die Nutzlastverkleidung abgetrennt, und etwa eine Stunde nach dem Start wurde der Satellit von der Rakete getrennt und in seiner endgültigen Bahn abgesetzt. Der sechseckige, gut einen Meter hohe und etwa 180 kg schwere Satellit trägt eine Kamera mit einem Auflösungsvermögen von 2,5 m pro Bildpunkt im Schwarz-Weiß-Bereich und 5,5 m bei Farbaufnahmen bei einer Schwadbreite von 20 km. Er wurde auf Basis des Satellitenbus SI-200 gebaut. Die Dreiachsenstabilisierung des Satelliten wird durch vier Reaktionsräder  und die Energieversorgung durch Galliumarsenid/Germanium-Solarzellen (300 Watt EOL) auf einem wabenförmigen Substrat und Nickel-Cadmium-Akkumulatoren mit einer Kapazität von 18 Ah gewährleistet. Die Fernsteuerung des Satelliten erfolgt durch eine S-Band-Verbindung und die Datenübertragung der Nutzdaten im X-Band mit bis zu 30 MBit pro Sekunde, wobei die Daten auf einem 32 GBit großen  Solid State Drive an Bord zwischengespeichert werden. Durch den fast entlang des Äquators erfolgten Start fliegt RazakSAT mit einer Bahnneigung von nur neun Grad, wodurch er bis zu einem Dutzend Mal am Tag Malaysia überfliegt, mehr als alle anderen Erdbeobachtungssatelliten. Als Lebensdauer sind drei Jahre geplant.
Die Bilder von RazakSAT sollen Wissenschaftlern, kommerziellen Kunden und  Behörden zur Verfügung stehen, wobei der Einsatz zur Stadtplanung, Ernteüberwachung, Umweltmonitoring, Forstwirtschaft und Kartographie geplant sind.